# Битка код Херонеје
Битка код Херонеје из 338. п. н. е. је представљала највећу војну победу македонског краља Филипа. Битка је била кулминација Филипових последњих похода 339–338. п. н. е. и резултирала је одлучујућом победом Македонаца и њихових савезника.
Филип је донео мир ратом разореној Грчкој 346. п. н. е., окончавши Трећи Свети рат и завршио је десетогодишњи сукоб са Атином за превласт у северном Егеју, склапањем сепаратног мира. Филипово знатно проширено краљевство, моћна војска и обилни ресурси сада су га учинили дефакто вођом Грчке. За многе независне градове-државе, Филипова увећана моћ након 346. п. н. е. доживљавана је као претња, посебно у Атини, где је политичар Демостен предводио напоре да се отцепи од Филипове политике и утицаја. Године 340. п. н. е. Демостен је убедио атинску скупштину да усвоји план акција упућених против Филипових територија и да се удружи са Ахеменидима у Византији, са којима је Филип ратовао. Ове акције биле су против услова њихових заклетви у уговору и представљале су објаву рата. У лето 339. п. н. е., Филип је стога повео своју војску према Јужној Грчкој, што је довело до формирања савеза неколико јужних грчких држава које су му се супротстављале, предвођене Атином и Тебом.
После неколико месеци застоја, Филип је коначно напредовао у Беотију у покушају да маршира на Тебу и Атину. Савезничка војска му је блокирала пут код Херонеје и била је сличне величине и заузимала је јак положај. Детаљи о бици која је уследила су оскудни, али су Македонци после дуге борбе разбили оба бока противничке линије, која се потом распала.
Битка је описана као једна од пресудних у античком свету. Снаге Атине и Тебе биле су уништене, а даљи отпор је био немогућ; рат је стога нагло прекинут. Филип је могао да наметне споразум око јужне Грчке, што су све државе прихватиле, са изузетком Спарте. Коринтска лига, настала као резултат, учинила је све учеснике савезницима Македоније и једни друге, са Филипом као гарантом мира. Заузврат, Филип је изабран за стратегоса (генерала) у пан-хеленском рату против Ахеменидског царства, који је дуго планирао. Међутим, пре него што је успео да преузме контролу над походом, Филип је убијен, а Македонско краљевство и одговорност за рат са Персијом прешли су уместо њега на његовог сина Александра.

## Предисторија
Током деценије након ступања на трон 359. п. н. е., македонски краљ Филип II је брзо ојачао и проширио своје краљевство на Тракију и Халкидики на северној обали Егејског мора. У процесу ступања на власт му је помогло одвлачење пажње Атине и Тебе, два најмоћнија града-државе у Грчкој у том тренутку, догађајима и дешавањима на другим местима. Тада је трајао Савезнички рат између Атине и њених некадашњих савезника (357–355. п. н. е.), и Трећи свети рат који је избио у централној Грчкој 356. п. н. е. између Фокиде и осталих чланова Делфске Амфиктионске лиге. Велики део Филипове експанзије током овог периода био је на уштрб Атињана, који су северну обалу Егеја сматрали својом сфером утицаја, а Филип је био у ратном сукобу са Атином од 356. до 346. п. н. е.
Македонија под Филипом првобитно није била учесница у Светом рату, али се Филип укључио у ратни сукоб  на захтев Тесалијанаца. Видевши прилику да прошири свој утицај, Филип се обавезао и 353. или 352. п. н. е. извојевао је одлучујућу победу над Фокиђанима у бици на Крочком пољу у Тесалији. Након тога, Филип је постављен за архонта Тесалије, што му је дало контролу над наметима и приходима Тесалијске конфедерације, чиме је увелико повећао своју моћ. Филип није даље интервенисао у Светом рату све до 346. п. н. е.
Почетком 346. п. н. е., Тебанци, који су поднели највећи терет Светог рата, заједно са Тесалцима, тражили су од Филипа да преузме „вођство Грчке“ и придружи им се у борби против Фокиђана. Филипова моћ је до сада била толико велика да на крају Фокиђани нису ни покушали да пруже отпор, већ су му се предали. Филип је тако успео да оконча један изразито крвави рат без додатних борби. Филип је дозволио Амфиктионском савету формалну одговорност кажњавања Фокиђана, али је обезбедио да услови не буду претерано оштри; ипак, Фокиђани су избачени из Амфиктионског савеза, сви њихови градови су уништени, и пресељени су у села са не више од педесет кућа.
До 346. п. н. е., Атињани су били уморни од ратова и нису били кадри да парирају Филиповом снагом. Почели су да размишљају о неопходности склапања мира. Ипак, када је постало очигледно да ће Филип те године марширати на југ, Атињани су првобитно планирали да помогну Фокиђанима (са којима су били савезници) да задрже Филипа подаље од централне Грчке, тако што ће заузети пролаз Термопила, где ће бројност Филипове снаге бити ограничено корисна. Атињани су успешно користили ову тактику да спрече Филипа да нападне саму Фокиду након што је остварио победу на Крочком пољу.
Заузимање Термопила није ишло само у корист Фокиде; одузимање приступа Филипу ка средињој Грчкој такође га је онемогућило да крене у поход на саму Атину. Међутим, до краја фебруара, војсковођа Фалаик је враћен на власт у Фокиди, и он је одбио да дозволи Атињанима приступ Термопилима. Због те одлуке, Атињани су били приморани да склопе мир са Филипом пошто нису имали гаранције за своју сигурност. Склопљени мировни споразум, познат као Филократов мир, учинио је Атину невољним савезником Македоније.
Из атинске перспективе, споразум је био сврсисходан али никада није био популаран. Филипове акције 346. п. н. е. прошириле су његов утицај на целу Грчку, и иако је донео мир, на њега се гледало као на непријатеља традиционалне слободе градова-држава. Беседник и политичар Демостен је био водећа фигура у осмишљавању мировног споразума али скоро чим је мир остварен, желео је да прекине мир. Током наредних неколико година, Демостен је постао вођа ратне странке у Атини и у свакој прилици је настојао да поткопа мир. Од 343. п. н. е. па надаље,у настојању да прекину утврђено примирје, Демостен и његови следбеници су користили сваку Филипову експедицију и акцију да устврде да он крши мир.
Супротно томе, у Атини је испрва био значајно заступљен сентимент и становиште, које је примарно заступао Есхин, да мир, иако непопуларан, треба да се одржава и развија. Међутим, пред крај деценије, ратна партија је добила превласт и почела отворено да подстиче Филипа; 341. п. н. е., на пример, атински војсковођа Диопејт је опустошио територију Филиповог савезника Кардије, иако је Филип захтевао да обустави такве акције. Филип је изгубио стрпљење када су Атињани склопили савез са Визанитоном, коју је Филип у то време опседао, и написао је да Атињани објављују рат. Убрзо потом Филип је прекинуо опсаду Византиона; Коквел сугерише да је Филип одлучио да се једном заувек обрачуна са Атином. Филип је кренуо у поход против Скита, а затим је почео да се припрема за рат у јужној Грчкој.

## Прелудијум
Предстојећи Филипов поход на јужну Грчку дошао је у везу са новоотпочетим четвртим Светим ратом. Грађани Амфисе у Озолијској Локриси почели су да обрађују земљу која се сматра светом Аполоновом земљом, на Кризејској равници јужно од Делфа; након одређених унутрашњих препирки, Амфиктионски савет је одлучио да објави свети рат против Амфисе. Тесалски делегат је предложио да се Филип постави за вођу амфиктионских снага, што је стога Филипу дало изговор за кампању у јужној Грчкој; међутим, вероватно је да би Филип свеједно наставио са својом кампањом.
Почетком 339. п. н. е., Тебанци су заузели град Никеју у близини Термопила, у који је Филип поставио гарнизон 346. п. н. е. Чини се да Филип овај чин није третирао као објаву рата, али му је то ипак представљало значајан проблем, због блокаде главне руте. Међутим, био му је доступан други пут до централне Грчке, преко планине Калидромос, спуштајући се до Фокида. Међутим, Атињани и Тебанци су или заборавили да постоји овај пут, или су веровали да га Филип неће користити; накнадни пропуст да се чува овај пут омогућио је Филипу да несметано уђе у централну Грчку.
Филипово релативно благо поступање према Фокиђанима на крају Трећег светог рата 346. п. н. е. сада је донело резултате. Стигавши у Елатеју, наредио је да се град поново насели, а током наредних неколико месеци цела Фокијска конфедерација је враћена у пређашње стање. То је Филипу обезбедило базу у Грчкој и нове, захвалне савезнике у Фокиђанима. Филип је вероватно стигао у Фокиду новембра 339. п. н. е., али до битке код Херонеје дошло је тек августа 338. п. н. е.
Током овог периода Филип је извршио своју дужност према Амфицитонским саветом тако што је уредио ситуацију у Амфиси. Преварио је силу од 10.000 плаћеника који су чували пут од Фокиде до Амфисе да напусте своје положаје, затим је заузео Амфису и протерао њене грађане, предавши је Делфима. Вероватно је учествовао и у дипломатским покушајима да избегне даљи сукоб у Грчкој. Ако јесте, ти напори су били неуспешни.
Када је први пут стигла вест да је Филип у Елатеи, удаљеној само три дана марша, у Атини је настала паника. У ономе што Коквел описује као најпоноснији тренутак у животу Демостена, само је он саветовао против очаја и предложио је да Атињани траже савез са Тебанцима; усвојен је његов указ, а он је послат за посланика. Филип је покренуо дипломатску активност у Теби и тражио је да му се Тебанци придруже или да му барем дозволе да несметано прође кроз Беотију. Пошто Тебанци још увек формално нису били у рату са Филипом, могли су у потпуности да избегну учешће у сукобу. Међутим, упркос Филиповој близини и традиционалном непријатељству са Атином, они су одлучили да се удруже са Атињанима, у циљу слободе Грчке. Атинска војска је већ била унапред послата у правцу Беотије и стога је могла да се придружи Тебанцима у року од неколико дана након што је савез договорен.
Детаљи кампање која је водила до битке су скоро потпуно непознати. Филип је вероватно био спречен да уђе у Беотију преко планине Хеликон, као што су Спартанци урадили уочи битке код Леуктре; или је био спречен да користи било који други планински превој који је водио у Беотију из Фокиде. Свакако је било неких прелиминарних окршаја; Демостен у својим говорима алудира на „зимску битку“ и „битку на реци“, али други детаљи нису сачувани. Коначно, августа 338. п. н. е., Филипова војска је марширала право низ главни пут од Фокиде до Беотије, да би напала главну савезничку војску која је бранила друм код Херонеје.

## Почетне позиције
Битка је била класична битка атинских и тебских фаланги против македонске фаланге.
Код савезничких снага Атињани су држали лево крило, а Тебанци десно крило, с тиме да је коњица била на оба крила, а тебска и атинска фаланга према средини. Дотад непобедиви, тебски такозвани свети батаљон је чувао крајње десно крило.
На македонској страни Филип II Македонски командује десним крилом, а Александар Македонски левим крилом. Ипак Александра надгледају најбољи Филипови команданти. Чувена елитна тешка македонска коњица је била постављена у позадину македонских линија.

## Стратешка поставка
Савезничка војска Атине и Тебе заузела је положај у близини Херонеје, на главном путу. На левом крилу, савезничка линија је лежала преко подножја планине Турион, блокирајући споредни пут који је водио до Ливадије, док је на десном крилу линија била наслоњена на реку Кефис, близу истуреног огранка планине Актион. Савезничка линија, дуга око 4 километара, је тиме била осигурана на оба бока. Штавише, чини се да је савезничка линија нагнута ка североистоку преко равнице између, тако да није била потпуно окренута ка правцу македонског напредовања.
То је спречило Филипа да покуша да концентрише своје снаге на савезничко десно крило, пошто би напредни положај левог крила тада угрозио Филипово десно. Иако је Филип могао да покуша да концентрише своје снаге против левице јужне Грчке, тамошње трупе су заузеле висок положај и сваки напад би био тежак. Пошто су јужни Грци могли да остану у дефанзиви и само да спрече Филипово напредовање, њихова позиција је била стратешки и тактички веома јака.

## Број снага
Према Диодору, македонска војска је бројала отприлике 30.000 пешадинаца и 2.000 коњаника, што је цифра коју савремени историчари генерално прихватају као тачну. Филип је преузео команду над десним крилом македонске војске и поставио је свог осамнаестогодишњег сина Александра (будућег освајача Персијског царства) за команданта левог крила, а са њим је била група Филипових искусних генерала.
Савезничка војска укључивала је контингенте из Ахеје, Коринта, Халкиде, Епидаура, Мегаре и Троезена, при чему су већину трупа снабдевале Атина и Теба. Атински контингент су предводили генерали Харес и Лизикле, а Тебанце је преводио Теагенс од Тебе. Ниједан извор не даје тачне бројеве за савезничку војску, иако Јустин сугерише да су јужни Грци били „далеко супериорнији у броју војника“. Савремени став је да је број снага градова-држава био једнак броју Македонаца.
Атињани су заузели положаје на левом крилу, Тебанци на десном, а остали савезници у центру.

## Битка
Детаљи о самој бици су оскудни, а Диодор је оставио једини формални извештај. Он каже да је „ ... битка била дуга и жестока и многи су пали на обе стране, тако да је борба једно време дозвољавала наду у победу и једнима и другима“. Затим приповеда о младом Александру, „био је свим срцем решен да покаже свом оцу своје јунаштво“, успео је да прекине савезничку линију уз помоћ својих пратилаца и на крају је бацио десно крило противника у бекство; у међувремену, Филип је лично напредовао против левог крила и такође је приморао крило у бекство.
Овај кратак извештај се може попунити, ако је веровати Полијеновом извештају о бици. Полиаенус је сакупио многе исечке информација о ратовању у својим Strategems; неки су познати из других извора као поуздани, док су други очигледно лажни. Полијен сугерише да је Филип упао у леву страну савезничких трупа, али је потом повукао своје снаге; Атињани са леве стране су их пратили и, када је Филип држао узвишење, престао је да се повлачи и напао Атињане и на крају их је разбио.
У другој „стратагеми“, Полијен сугерише да је Филип намерно продужио битку, да би искористио сировост атинских трупа (његови ветерани су више навикли на умор) и одложио свој главни напад док Атињани нису били исцрпљени. Ова последња анегдота се такође појављује у ранијим Фронтинусовим Stratagems.
Полиаенусови извештаји су навели неке модерне историчаре да провизорно предложе следећу синтезу битке. Након неког времена, Филип је натерао своју војску да изведе маневар окретања, при чему се десно крило повлачи, а цела линија се окреће око свог центра. У исто време, окрећући се напред, македонско лево крило је напало Тебанце са њихове десне стране и пробило рупу у савезничкој линији. Са савезничке леве стране, Атињани су пратили Филипа, њихова борбена линија је постајала растегнута и неуређена; Македонци су се затим окренули, напали и разбили уморне и неискусне Атињане. Јужно грчко десно крило је тада претрпело напад македонских трупа под Александровом командом чиме је битка окончана.
Многи историчари, укључујући Хамонда и Коквел, сматрају да је Александар водио елитну коњице током битке. Међутим, ни у једном античком извештају о бици нема помена о коњици, нити се чини да је било простора да она делује на боку јужногрчке војске. Међутим, неке македонске коњичке ескадроне у клинастој формацији, тактички распоред који је Филип дизајнирао за своју коњицу управо за такву сврху, могли су да продру у празнине које су се отвориле усред грчких линија, празнине које спомиње Диодор у свом кратком извештају. Плутарх наводи да је Александар „први разбио редове Свете тебанске чете, елитне тебанске пешадије, која је била смештена на крајњој десној страни борбене линије. Међутим, он такође каже да се света чета „лицем у лице сусрела са копљима [македонске] фаланге“. Ово, заједно са малом вероватноћом да је директна коњичка јуриш против Тебанаца са копљем наоружаних, навело је Гебела и друге да сугеришу да је Александар сигурно командовао делом македонске фаланге код Херонеје.

Диодор каже да је у бици погинуло више од 1.000 Атињана, док је још 2.000 заробљено, а да су и Тебанци прошли на сличан начин. Плутарх сугерише да је свих 300 припадника Свете чете убијено у бици, а да су се раније сматрали непобедивим. У римском периоду веровало се да је 'Лав из Херонеје', загонетни споменик на месту битке, означавао место одмора Свете групе. Савременим ископавањима испод споменика пронађени су остаци 254 војника; стога је општеприхваћено да је ово заиста био гроб припадника Свете чете, јер је мало вероватно да су сви чланови били убијени током битке.

## Резултат битке
Историчар Коквел сугерише да је ово била једна од најважнијих битака у античкој историји. Пошто није било војске која би могла да спречи Филипово напредовање, рат је практично окончан. У Атини и Коринту, записи показују очајничке покушаје да се поново изграде градски зидови, док су се припремали за опсаду. Међутим, Филип није имао намеру да опседа или осваја било који град. Желео је јужне Грке као своје савезнике за планирани поход против Персијанаца, и желео је да остави стабилну Грчку у позадини када крене у поход; даље борбе су стога биле супротне његовим циљевима. Филип је први кренуо у Тебу, која му се предала; протерао је тебанске вође који су му се супротставили, вратио је промакедонски оријентисане Тебанце који су претходно били прогнани и поставио је македонски гарнизон. Такође је наредио да се поново оснују градови Платеја и Теспија, које је Теба уништила у претходним сукобима. Уопштено говорећи, Филип се строго понашао према Тебанцима, терајући их да плате за повратак својих заробљеника, па чак и да сахрањују своје мртве; али није распустио Беотску конфедерацију.
Насупрот томе, Филип се према Атини понашао веома благо. Иако је Друга атинска лига распуштена, Атињанима је дозвољено да задрже своју колонију на Самосу, а њихови затвореници су ослобођени без откупнине. Филипови мотиви нису сасвим јасни, али једно вероватно објашњење је да се надао да ће употребити атинску морнарицу у свом походу на Персију, пошто Македонија није поседовала значајну флоту; стога је требало да остане у добрим односима са Атињанима.
Филип је такође склопио мир са осталим зараћеним странама, Коринтом и Халкидом, који су контролисали важне стратешке локације, и оба су примила македонске гарнизоне. Затим је решио да се обрачуна са Спартом, која није учествовала у сукобу, али је било вероватно да ће искористити ослабљено стање других грчких градова да покуша да нападне своје суседе на Пелопонезу. Спартанци су одбили Филипов позив да се упусте у расправе, па је Филип опустошио Лаконију, али није напао саму Спарту.
Чини се да се Филип био доста у покрету у месецима након битке. Склапао је мир са државама које су му се супротстављале, обрачунавајући се са Спартанцима и постављајући гарнизоне. Његово кретање је вероватно послужило и као демонстрација силе осталим градовима, да не покушавају да му се супротставе. Средином 337. п. н. е., чини се да се Филип улогорио близу Коринта и започео рад на успостављању савеза градова-држава, који би гарантовао мир у Грчкој, и пружио му војну помоћ против Персије. Као резултат, Коринтска лига је формирана у другој половини 337. п. н. е. на конгресу који је организовао Филип. Све државе су желеле да буду део Лиге, са изузетком Спарте.
Основни услови споразума били су да се сви чланови међусобно повезују и са Македонијом и да се свим чланицама гарантује слобода од напада, слобода пловидбе и слобода немешања у унутрашње ствари. Филип и постављени македонски гарнизони би деловали као чувари мира. По Филиповом налогу, синод савеза је тада објавио рат Персији и изгласао Филипа за Strategos за предстојећу кампању.
Македонске снаге су послате у Персију почетком 336. п. н. е., а Филип је требало да им се придружи касније током године. Међутим, пре него што је могао да крене, Филипа је убио један од његових телохранитеља. Александар је стога постао краљ Македоније и у низу похода који су трајали од 334. до 323. п. н. е. Он је освојио цело Персијско царство.